# Bzovík
Bzovík (ungarisch Bozók, deutsch Posaucken) ist eine Gemeinde in der Mitte der Slowakei mit 1116 Einwohnern (Stand 31. Dezember 2024) und liegt im Okres Krupina, einem Kreis des Banskobystrický kraj.

## Geographie
Die Gemeinde liegt in der Hochebene Krupinská planina am Bach Čekovský potok, einem Zufluss von Krupinica, sechs Kilometer südsüdöstlich von Krupina gelegen. Traditionell gehört sie zur Landschaft Hont.

## Geschichte

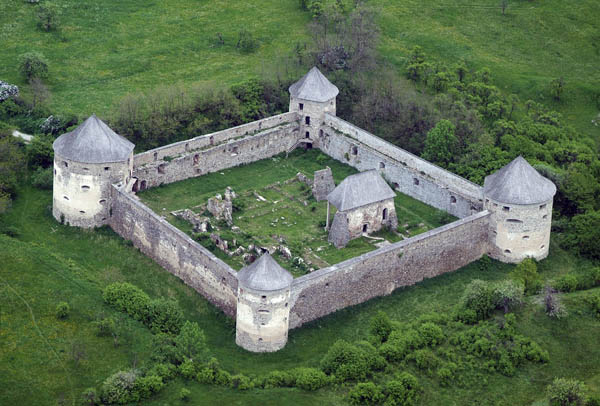
Luftbild der Klosterfestung Bzovík

Der Ort wurde zum ersten Mal 1135 als Bozouk schriftlich erwähnt. Wenige Jahre vorher entstand das Prämonstratenser-Kloster, das wohl von einem Mitglied des Geschlechts Hont-Pázmány gegründet wurde. Die weite Geschichte des Ortes ist mit dem Kloster und späteren Festung verbunden; im Mittelalter war das Kloster Sitz des größten Herrschaftsguts der Gespanschaft Hont und geriet daher mehrmals in Streitigkeiten mit der Stadt Karpfen (Krupina) und der Burg Čabraď. 1443 wurde der Ort und das Kloster durch die Hussiten vernichtet. Mitte des 16. Jahrhunderts entschied sich man, das Kloster auf eine Festung umzubauen, um das Vordrängen der Türken in die Bergstädte der heutigen Mittelslowakei zu stoppen. Aus diesem Grund entstand die erste Kirche von Bzovík im Jahr 1606. 1828 hatte der Ort 80 Häuser und 456 Einwohner, die zumeist in Landwirtschaft tätig waren.

## Bevölkerung
| Jahr                | 1994 | 2004     | 2014    | 2024    |
| ------------------- | ---- | -------- | ------- | ------- |
| Anzahl der Personen | 924  | 1048     | 1148    | 1116    |
| Unterschied         |      | +13,41 % | +9,54 % | −2,78 % |

| Jahr                | 2023 | 2024    |
| ------------------- | ---- | ------- |
| Anzahl der Personen | 1119 | 1116    |
| Unterschied         |      | −0,26 % |

Ergebnisse nach der Volkszählung 2001 (982 Einwohner):
| Nach Ethnie: - 93,89 % Slowaken - 3,77 % Zigeuner - 0,31 % Tschechen | Nach Religion: - 91,65 % römisch-katholisch - 3,97 % evangelisch - 2,55 % konfessionslos |

## Sehenswürdigkeiten
- römisch-katholische Stephanskirche aus dem Jahr 1606
- Ruinen der Klosterfestung Bzovík oberhalb des Ortes